# George Moscone
George Richard Moscone (San Francisco, 24 november 1929 – aldaar, 27 november 1978) was een Amerikaans politicus van de Democratische Partij. Hij was burgemeester van San Francisco van 1976 tot 1978. Op 27 november 1978 werd Moscone samen met stadsbestuurder Harvey Milk om het leven gebracht op het stadhuis van San Francisco door voormalig stadsbestuurder Dan White.

## Levensloop
Moscone werd geboren op 24 november 1929 in San Francisco, als zoon van George Joseph Moscone en Lena Moscone. Hij studeerde aan de University of the Pacific alvorens rechten te gaan studeren aan het Hastings College of the Law van de Universiteit van Californië. In 1954 trouwde hij met Gina Bodanza, samen hadden ze vier kinderen. Van 1956 tot 1963 werkte hij als advocaat. In 1960 werd hij lid van de Democratische Partij en deed mee aan de verkiezingen voor de California State Assembly maar werd niet gekozen. In 1963 werd hij gekozen als een lid van de San Francisco Board of Supervisors. Als lid van de Board of Supervisors stond Moscone bekend als een voorvechter tegen rassendiscriminatie en kwam hij op voor kleine ondernemers. In 1966 werd hij gekozen in de Senaat van Californië. Moscone klom snel op tot een invloedrijk lid van de progressieve vleugel van de Democratische Partij in de Senaat van Californië. Hij werd herkozen in 1970. In 1974 deed hij kort mee aan de gouverneursverkiezing, maar stapte al snel uit de race en steunde daarna mede-Democraat en toenmalig Secretary of State van Californië, Jerry Brown.
In de Senaat was Moscone voorstander van lgbt-rechten, samen met Willie Brown was hij verantwoordelijk voor het afschaffen van de sodomie-wet in Californië. In 1975 besloot hij zich verkiesbaar te stellen voor het burgemeesterschap van zijn geboortestad San Francisco. In een nek-aan-nek race versloeg Moscone mede-Democraten John Barbagelata en Dianne Feinstein. Moscone werd geïnaugureerd op 8 januari 1976, zijn termijn als burgemeester stond grotendeels in het teken van twee grote gebeurtenissen, problemen rond de Peoples Temple, een religieuze sekte die 1953 was gesticht door dominee Jim Jones. Jones was een politieke bondgenoot van Moscone en werd door hem tot "Chairman of the San Francisco Housing Authority Commission" benoemd. Later kwam hij in opspraak vanwege de gang van zaken rondom de Peoples Temple en verhuisde hij de sekte naar Guyana. Moscone had ook te maken met de opkomst van de homobeweging in de stad, die gepaard ging met veel geweld en discriminatie. In 1977 werd Harvey Milk als eerste openlijk homoseksuele man gekozen als lid van de Board of Supervisors. Milk werd al snel een vertrouweling van Moscone en samen met progressieve Democraten maakten ze van San Francisco de meest liberale stad van de Verenigde Staten.

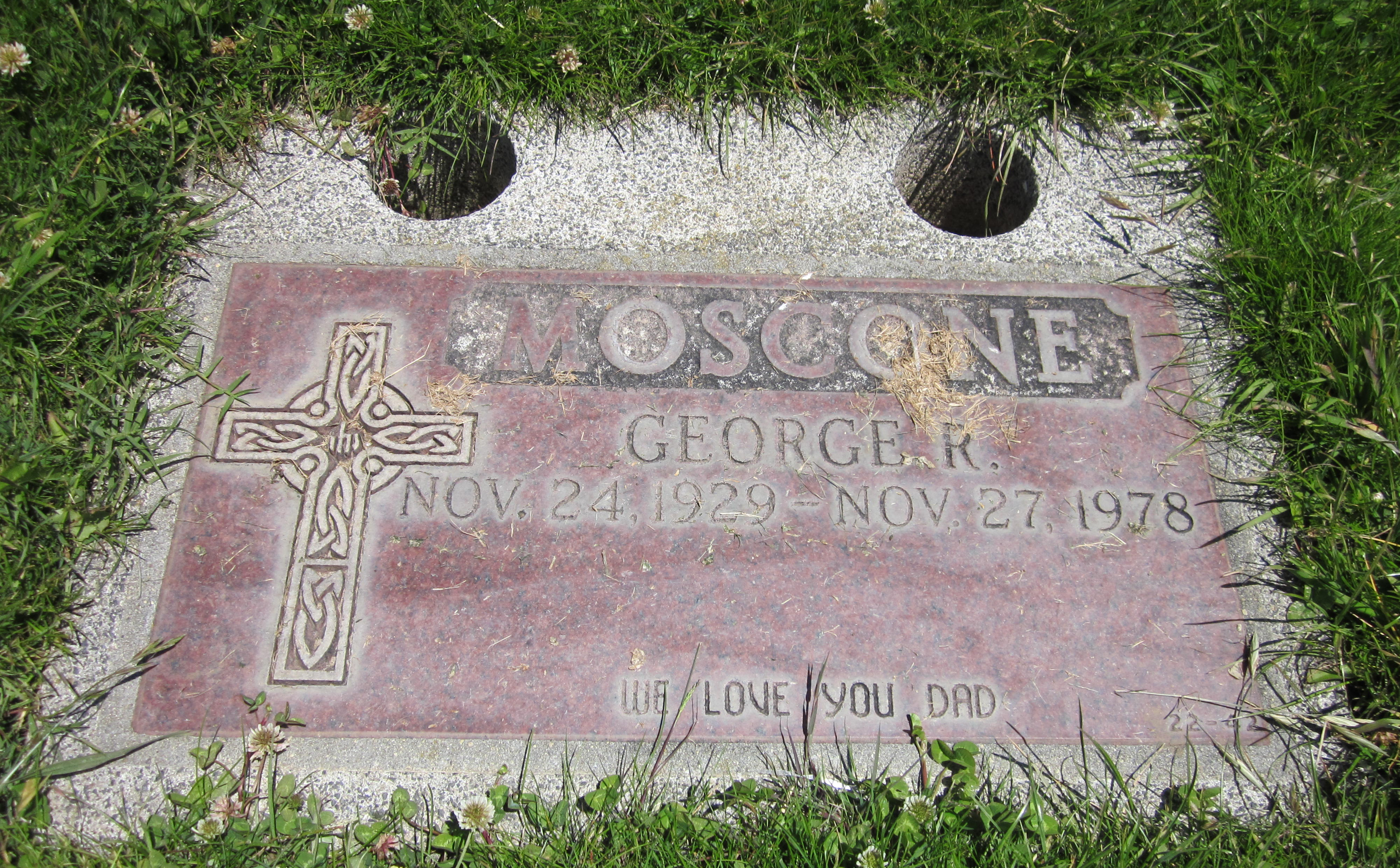
Graf van George Moscone op het Holy Cross Cemetery (Colma).

Op 19 november 1978 pleegden leden van de Peoples Temple in Jonestown, Guyana een collectieve zelfmoord onder leiding van Jim Jones, in totaal stierven die dag 914 mensen. Rond diezelfde tijd, na een intern conflict tussen Milk en Dan White, bood White zijn ontslag aan maar kwam er kort daarna weer op terug. Moscone, die als burgemeester de verplichting had een opvolger te kiezen, wilde eerst gehoor geven aan het verzoek van White om zijn functie terug te geven maar op aandringen van progressieve leiders, onder wie Milk, besloot Moscone hier toch van af te zien en een meer liberale bestuurder te kiezen. Op 27 november 1978 besloot White in een wanhopige laatste poging om zijn functie terug te krijgen, een bezoek te brengen aan Moscone op het stadhuis. Gewapend met een verborgen pistool sloop hij door de kelder om de metaaldetectors te ontwijken het gebouw binnen. Nadat hij de secretaresse vroeg om een afspraak, liet Moscone hem binnen en nam hem mee naar een achterkamer om rustig te kunnen praten. Na opnieuw een weigering van Moscone om hem in zijn functie te herstellen, schoot White Moscone dood. White ontsnapte door een achterdeur en liep naar het kantoor van Milk en vermoordde hem ook. De nalatenschap van Moscone en Milk werd door de homogemeenschap in de gehele Verenigde Staten geëerd, en beiden worden door de gemeenschap tot op de dag van vandaag gezien als iconen voor lgbt-rechten.
- Gemeinsame Normdatei: 131211097X
- International Standard Name Identifier: 0000 0000 2366 5663
- Library of Congress Control Number: n83158275
- SNAC: w60c5nf6
- Virtual International Authority File: 70308271
- WorldCat: E39PBJdgYHMdK4kj4HmTYXf6rq